# Pirokseni
Grupa piroksena je grupa silikatnih minerala (točnije: inosilikati) koja ima vrlo veliku ulogu u izgradnji mnogih magmatskih i metamorfnih stijena. Svi imaju zajedničku strukturu, koju tvore jednostruki lanci silikatnih tetraedara, a kristaliziraju u monoklinskom ili rompskom kristalnom sustavu. Pirokseni imaju opću formulu XY(Si,Al)2O6 (gdje X stoji za kalcij, natrij, dvovalentno željezo i magnezij te, rjeđe, za cink, mangan i litij, a Y predstavlja ione manjeg radijusa, kao što su krom, aluminij, trovalentno željezo, mangan, magnezij, skandij, titanij, vanadij pa čak i dvovalentno željezo). Iako je aluminij često zamijenjen silicijem kod drugih silikata, zamjena se kod većine piroksena događa samo u ograničenim količinama.

## Porijeklo imena
Ime piroksena dolazi od grčkih riječi koje u prijevodu znače vatra i stranac. Ime su dobili zbog toga što su prisutni u vulkanskim lavama, gdje ponekad kristaliziraju unutar vulkanskog stakla; pretpostavljalo se da su tamo dospjeli kao nečistoće pa otud onda ime "stranac u vatri". No, oni su zapravo minerali koji su kristalizirali puno prije no je lava erumpirala.
Gornji plašt Zemlje sastoji se većinom od olivina i piroksena. Dio plašta prikazan je na slici desno (ortopriokseni su crni, diopsid (koji sadrži krom) je svijetlozelen, olivin je žutozelen), a u njemu dominiraju olivini, tipični peridotitski minerali.

## Kemizam i nomenklatura piroksena
Lančana silikatna struktura piroksena nudi niz mogućnosti u ugrađivanju različitih kationa pa su imena piroksena prvenstveno definirana njihovom kemijskom strukturom. Pirokseni dobivaju imena prema kemijskim vrstama koje okružuju oktaedre X (ili M1) i Y (ili M2) te tetraedre T. Međunarodna Mineraloška Udruga - Komisija za nove minerale i mineralna imena (CNMMN  Arhivirana inačica izvorne stranice od 30. svibnja 2006. (Wayback Machine)) danas broji dvadeset mineralnih imena, a 105 imena koja su se prije koristila danas u odbačena.
Tipični pirokseni većinom su građeni od [SiO4] -tetraedara, a dominantni su dvovalentni ioni u oba oktaedra (X i Y), tako da dobivaju aproksimativnu formulu XYT2O6. Imena čestih kalcijsko-željezovito-magnezijskih piroksena definirana su u "piroksenskom četverokutu" (trapezu) na slici 2. enstatitsko-ferosilitna serija ([Mg,Fe]SiO3) sadrži do 5 molarnih udjela kalcija te se javlja u tri polimorfa - kao rompski ortoenstatit i protoenstatit te kao monoklinski klinoenstatit (te kao ekvivalent ferosilit). Povećanjem udjela kalcija onemogućuje se stvaranje rompsih faza i pigeonita ([Mg,Fe,Ca][Mg,Fe]Si2O6) pa kristaliziraju samo monoklinski pirokseni. Ne postoji kompletna čvrsta otopina s kalcijskim udjelom, a Mg-Fe-Ca pirokseni s molarnim udjelom kalcija od 15 do 25% kao takvi nisu stabilni. To dovodi do praznine u seriji između pigeonita i augita. Tu postoji proizvoljna separacija između augita i čvrste otopine diopsida i hedenbergita (CaMgSi2O6 - CaFeSi2O6). Podjela je napravljena na 45% molarnog udjela kalcija. Kako kalcijev ion ne može upotpuniti Y-oktaedar, pirokseni s više od 50% udjela Ca ne postoje. 
Sličan mineral, wollastonit, u seriji ima hipotetsku kemijsku formulu kalcijskog krajnjeg člana, no važne strukturne razlike ga nikako ne mogu smjestiti u istu grupu s piroksenima.
Magnezij, kalcij i željezo su bez sumnje jedini kationi koji mogu ispuniti X i Y oktaedre u piroksenskoj strukturi. 
Druga važna serija piroksena jesu minerali bogati natrijem. Njihova nomenklatura vidljiva je na Slici 3. Inkluzije natrija, koji ima naboj +1, u piroksenima ukazuju na potrebu mineralne strukture za popunjavanjem "nedostatnog" pozitivnog naboja. U jadeitu i aegirinu taj se nedostatak na mjestu X popunjava inkluzijama trovalentnih kationa (najčešće su to Al i Fe3+). Natrijski pirokseni s više od 20% molarnog udjela kalcija, magnezija i dvovalentnog željeza poznati su pod imenom omfacit i aegirin-augit, a ako je taj postotak veći od 80% minerali spadaju u grupu piroksenskog četverokuta prikazanog na Slici 2.

Tablica 1 prikazuje širok raspon ostalih kationa koji mogu biti uklopljeni u piroksenskoj strukturi te daje i mjesta na kojima bi se oni mogli naći.
| T |  | Si | Al | Fe3+ |      |    |   |      |    |    |    |    |      |    |    |    |    |
| X |  |    | Al | Fe3+ | Ti4+ | Cr | V | Ti3+ | Zr | Sc | Zn | Mg | Fe2+ | Mn |    |    |    |
| Y |  |    |    |      |      |    |   |      |    |    |    | Mg | Fe2+ | Mn | Li | Ca | Na |

U poziciranju iona iz tablice, osnovno je pravilo krenuti s lijeva na desno te najprije valja pozicirati sve silicijeve ione na T-pozicije. Zatim se aluminijevi ioni slažu na ostala slobodna mjesta u tetraedrima te se, konačno, popunjavaju mjesta s trovalentnim željezom. Višak aluminija i željeza može se uklopiti na X-pozicije, a preostali ioni na Y-poziciju. Potrebno je naglasiti da ovaj način slaganja iona u svrhu postizanja neutralnog naboja ne slijede svi mehanizmi stvaranja piroksena, te postoji nekoliko alternativnih shema:
1. Česte su zamjene jednovalentnih i trovalentnih iona na Y i X pozicijama s dvostrukim ionima. Na primjer, Na i Al zajedno daju jadeit (NaAlSi2O6).
2. Dvostruke zamjene jednovalentnih iona na Y-poziciji i mješavina jednakog broja dvovalentnih i četverovalentnih iona na Xpoziciji. To dovodi do stvaranja npr. NaFe2+0.5Ti4+0.5Si2O6.
3. Zamjena po Tschermaku, gdje trovalentni ioni zauzimaju X i T pozicije što dovodi do npr. CaAlAlSiO6.

U prirodi se, kod nekih minerala, može naći više od jedne zamjene.

## Popis piroksena
- Klinopirokseni (kristaliziraju u monoklinskom kristalnom sustavu)
  - Egirin (Na-Fe silikat)
  - Augit (Ca-Na-Mg-Fe-Al silikat)
  - Klinoenstatit (Mg-silikat)
  - Diopsid (Ca-Mg silikat, CaMgSi2O6)
  - Essenit (Ca-Fe-Al silikat)
  - Hedenbergit (Ca-Fe silikat)
  - Hipersten (Mg-Fe silikat)
  - Žadeit (Na-Al silikat)
  - Žervisit (Na-Ca-Fe-Sc-Mg silikat)
  - Johannsenit (Ca-Mn silikat)
  - Kanoit (Mn-Mg silikat)
  - Kozmoklor (Na-Cr silikat)
  - Namansilit (Na-Mn silikat)
  - Natalit (Na-V-Cr silikat)
  - Omfacit (Ca-Na-Mg-Fe-Al silikat)
  - Petedunit (Ca-Zn-Mn-Fe-Mg silikat)
  - Pigeonit (Ca-Mg-Fe silikat)
  - Spodumen (Li-Al silikat)

- Ortopirokseni (kristaliziraju u rompskom kristalnom sustavu)
  - Donpeacorit, (MgMn)MgSi2O6
  - Enstatit, Mg2SiO6
  - Ferosilit, FeMgSi2O6
  - Nchwaningit (hidatizirani Mg-silikat)

- Schefferit, Ca(Mg,Fe,Mn)Si2O6
- Cinkov schefferit, Ca(Mg,Mn,Zn)Si2O6
- Jeffersonit, Ca(Mg,Fe,Mn,Zn)Si2O6
- Leukaugit, Ca(Mg,Fe,Al)(Al,Si)2O6
- Kalcij-Tschermakova molekula, CaAlAlSiO6